# Borucin
Borucin (česky Bořutín; německy Borutin) je vesnice u Česko-polské státní hranice ve gmině Krzanowice v okrese Ratiboř v jižním Polsku. Místo se také nachází v polské části Opavské pahorkatiny ve Slezském vojvodství. Historicky leží v Horním Slezsku, na území Moravců. 
První písemná zmínka o místu pochází z roku 1302. Původně bylo součástí českého Opavského knížectví; po slezských válkách se stalo součástí Pruska. Historie Borucina je také spjata se šlechtickým rodem Lichnovských z Voštic. Od konce druhé světové války se nachází na území Polska. Do roku 2007, v souvislosti s rozšířením Schengenského prostoru, zde byl hraniční přechod Borucin-Chuchelná. 
Nachází se zde Farní kostel svatého Augustina (Kościół parafialny pw. św. Augustyna) se hřbitovem a kaplí, špýchar Borucin z 18. století, brána statku Lichnovských v Bořutíně aj.

## Galerie

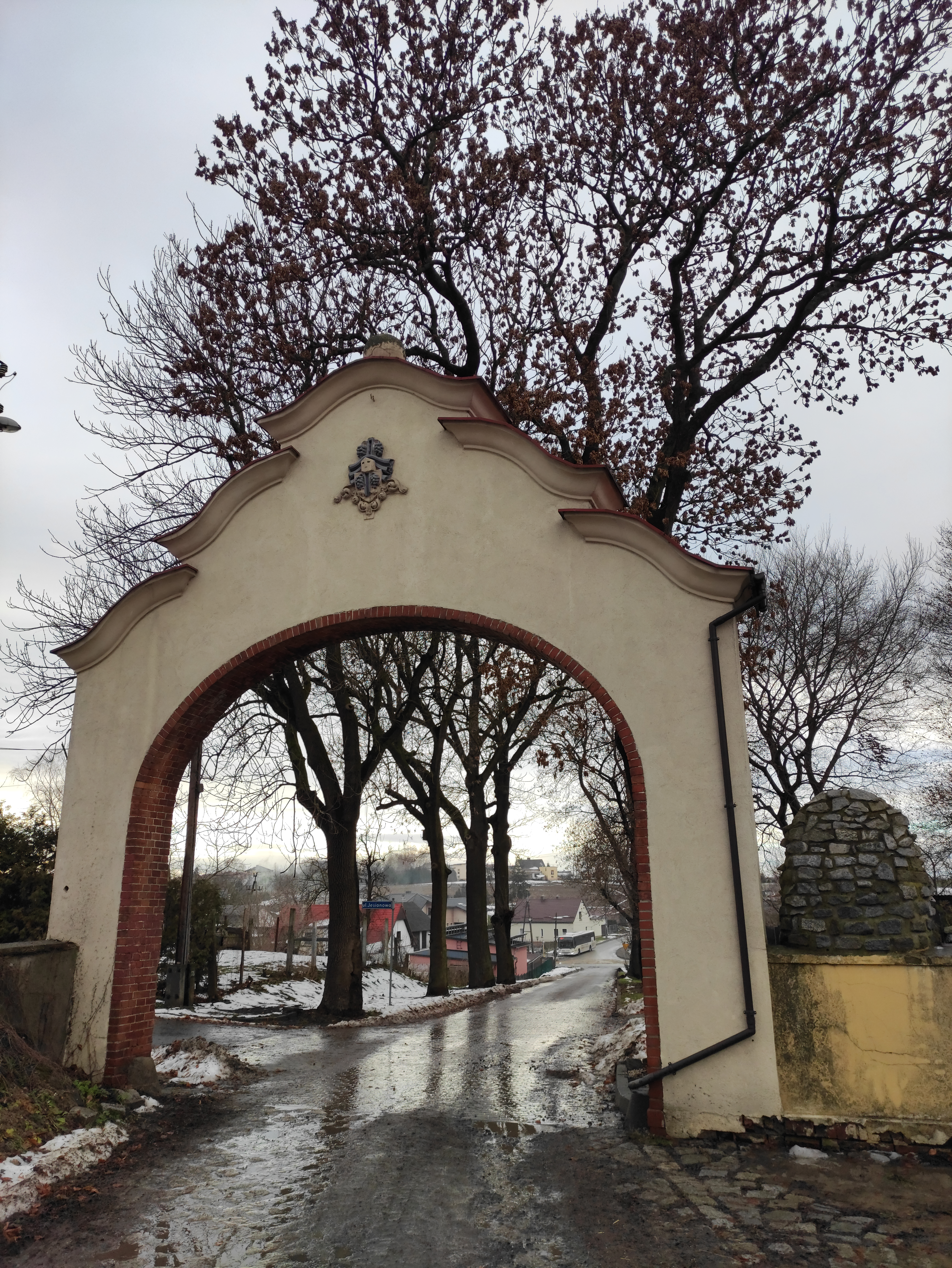
Památná brána statku Lichnovských
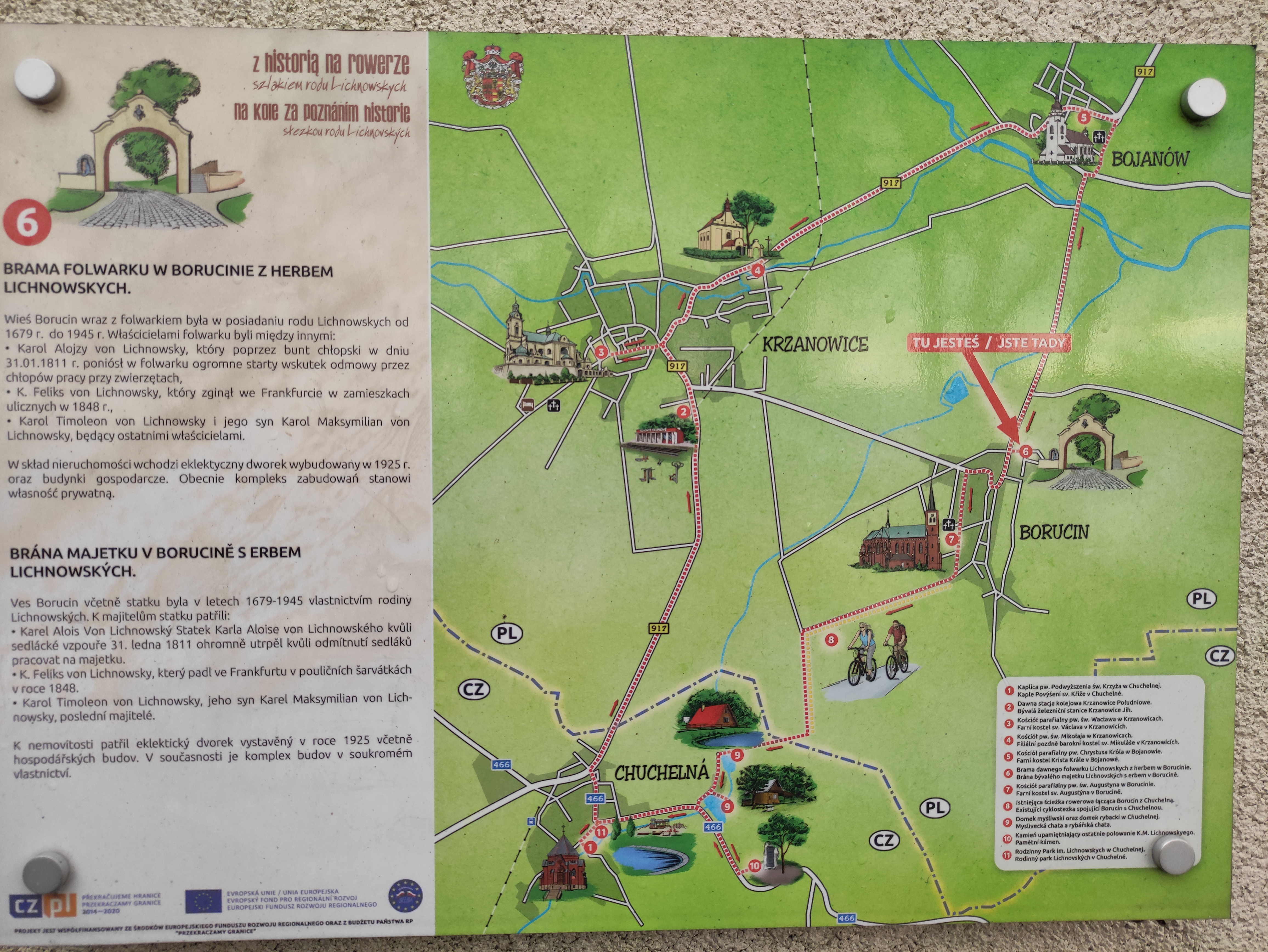
Zastavení č. 6 s mapou okolí
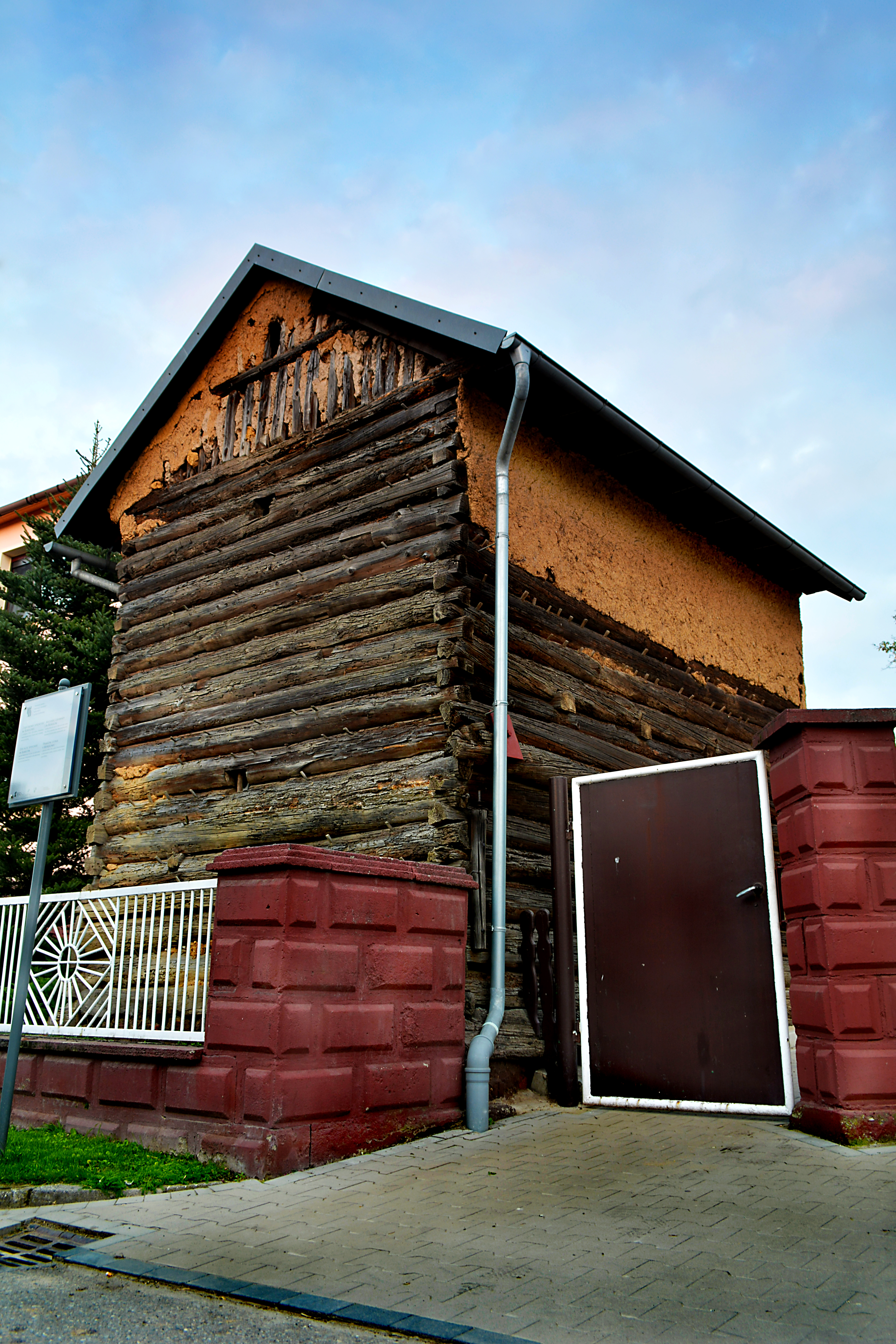
Památný špýchar
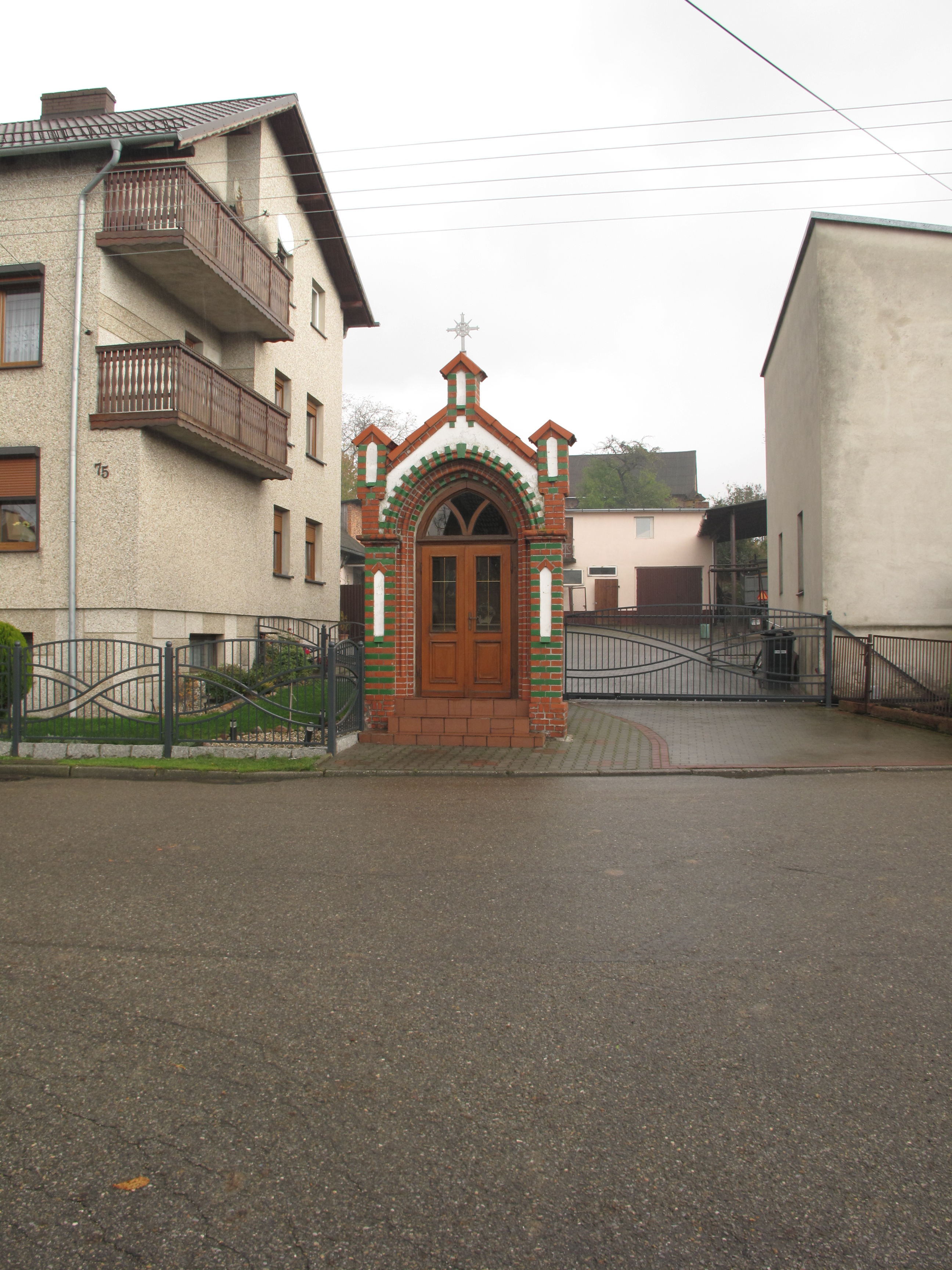
Kaplička